# Saga dei Drenai
La saga dei Drenai (Drenai Saga o Drenai Series) è un ciclo di narrativa fantasy dello scrittore britannico David Gemmell, composto da undici romanzi pubblicati fra il 1984 e il 2004.
I romanzi sono ambientati nell'immaginario impero Drenai e coprono un arco di tempo di circa quattordici secoli, raccontando le vicende di intere popolazioni, ma in particolare di alcune figure eroiche e di guerrieri leggendari, quali Waylander e Druss.

## Sequenza narrativa
La saga è stata originariamente pubblicata in ordine anacronico, ma in seguito Gemmell ne ha indicato l'esatta cronologia interna, in particolare segnalando che la serie si articola in quattro sequenze:
Ordine di pubblicazione
1. La leggenda dei Drenai (Legend), Century, 1984. Trad. Annarita Guarnieri, Fantacollana 86, Editrice Nord, 1989.
2. Le spade dei Drenai (The King Beyond the Gate), Century, 1985. Trad. Annarita Guarnieri, Fantacollana 83, Editrice Nord, 1988.
3. Waylander dei Drenai (Waylander), Century, 1986. Trad. Annarita Guarnieri, Fantacollana 101, Editrice Nord, 1991.
4. L'ultimo eroe dei Drenai (Quest for Lost Heroes), Legend, 1990. Trad. Annarita Guarnieri, Fantacollana 108, Editrice Nord, 1992.
5. Il lupo dei Drenai (In the Realm of the Wolf), Legend, 1992. Trad. Annarita Guarnieri, Fantacollana 124, Editrice Nord, 1994.
6. La leggenda di Druss (The First Chronicles of Druss the Legend), Legend, 1993. Trad. Annarita Guarnieri, Fantacollana 132, Editrice Nord, 1995. Raccolta di quattro romanzi brevi inediti:
  - Nascita di una Leggenda (Birth of a Legend)
  - Il Demone dell'Ascia (The Demon in the Axe)
  - Il Guerriero del Caos (The Chaos Warrior)
  - Druss la Leggenda (Druss the Legend)
7. L'impeto dei Drenai (The Legend of Deathwalker), Bantam Books UK, 1996. Trad. Nicola Gianni, Il Libro d'Oro 110, Fanucci Editore, 1999.
8. Guerrieri d'inverno (Winter Warriors), Bantam Books UK, 1997. Trad. Nicola Gianni, Il Libro d'Oro 102, Fanucci Editore, 1998.
9. L'eroe nell'ombra (Hero in the Shadows), Bantam Books UK, 2000. Trad. Paola Cartoceti, Il Libro d'Oro 136, Fanucci Editore, 2002.
10. Il lupo bianco (White Wolf), Bantam Books UK, 2003. Trad. Fabio Grano, Collezione Immaginario. Fantasy 17, Fanucci Editore, 2005.
11. Le spade del giorno e della notte (The Swords of Night and Day), Bantam Press, 2004. Trad. Gabriele Giorgi, Collezione Immaginario. Fantasy 47, Fanucci Editore, 2009.

Ordine cronologico
- Ciclo di Waylander
  1. Waylander dei Drenai
  2. Il lupo dei Drenai
  3. L'eroe nell'ombra
- Ciclo di Druss
  1. La leggenda di Druss
  2. L'impeto dei Drenai
  3. Il lupo bianco. Appartiene in primis al ciclo di Olek Skilgannon ma Druss vi appare come comprimario.
  4. La leggenda dei Drenai
- Romanzi autoconclusivi. 
  1. Le spade dei Drenai
  2. L'ultimo eroe dei Drenai
  3. Guerrieri d'inverno
- Ciclo di Olek Skilgannon
  1. Il lupo bianco
  2. Le spade del giorno e della notte

## Trama
Dove la guerra è una compagnia costante, nel vasto mondo di Gemmell, non possono mancare gli eroi. Essi, con le loro paure, i loro desideri e i loro ideali cambiano il destino di queste grandi terre.
Al fianco di Snaga, la sua ascia a due lame, Druss ha combattuto centinaia di battaglie e scolpito decine di leggende. Conosciuto nel Drenai come Druss la Leggenda, in Ventria come Colui che Invia, in Vagria come L'uomo con L'ascia, a Lentria come l'Uccisore d'Argento e tra i Nadir come Morte che Cammina. Poi l'eroe oscuro e amorale, l'uomo conosciuto nel mondo come Waylander l'Assassino, la cui abilità nell'omicidio non ha eguali. Con lui, la famosa balestra dalle quadrelle nere, simbolo di morte. I suoi viaggi verso lande sperdute e desolate sono atti di eroismo destinati a essere dimenticati. E quando il peccato commesso in una vita passata spinge un uomo a cercare la redenzione nasce un viaggio degno di essere cantato dai poeti del Drenai. Altri non è che Olek Skilgannon, conosciuto come Skilgannon il Dannato dopo il brutale massacro di Perapolis. Se la vita di un monastero non può dargli ciò che cerca, le Spade del Giorno e della Notte possono farlo.

## Critica
Nel 1988 Alex Voglino ha così introdotto ai lettori italiani la saga dei Drenai: «Accantonati gli eroi solari di Tolkien e quelli uniformi, inossidabili e un po' stolidi di tanta sword & sorcery, Gemmel [sic] disegna il suo universo mitico in senso antropocentrico, restituendo alle singole personalità l'onore e l'onere di plasmare la storia, di disegnarne il corso con l'amore e con la fedeltà, con l'amicizia e con il coraggio, con la disperazione e con l'odio: con il ferro e con il fuoco. E i suoi eroi, come quelli del nostro quotidiano reale, sono in perenne lotta con le proprie debolezze, le proprie sconfitte, le proprie inevitabili contraddizioni. Vincere se stessi, giorno dopo giorno, questo è il più importante e più incommensurabile eroismo». Gemmell coniuga una «matura visione psicologica dei personaggi [...] al fascino mitico dell'epopea» in una «storia di popoli e di conquista e non di "cerche" e di "compagnie" [...] ammantata di un senso di grandezza e di potenza». Il «mondo di sciamani e guerrieri, di sangue e di visioni, di sacrifici e di atti di sublime eroismo» creato dall'autore «è fratello gemello del nostro mondo passato e, nel contempo, sua proiezione esemplare, ultraterrena, come ogni pura immaginazione».

## Edizione italiana
I primi sei volumi della saga sono stati pubblicati da Editrice Nord, mentre i successivi cinque sono stati pubblicati da Fanucci Editore, che ha riproposto con nuove traduzioni anche i romanzi precedentemente pubblicati.